# سودی (دهانه)
سودی یک دهانه برخوردی در ماه‌ است.

## دهانه‌های اقماری
این دهانه ۴ دهانه اقماری دارد.
| Soddy | عرض جغرافیایی | طول جغرافیایی | قطر          |
| ----- | ------------- | ------------- | ------------ |
| Q     | ۰.۵° S        | ۱۲۰.۲° E      | ۲۴.۰ کیلومتر |
| P     | ۰.۴° S        | ۱۲۰.۹° E      | ۸.۰ کیلومتر  |
| E     | ۰.۸° N        | ۱۲۳.۴° E      | ۱۶.۰ کیلومتر |
| G     | ۰.۵° N        | ۱۲۳.۵° E      | ۱۳.۰ کیلومتر |